# Disco Connection
Disco Connection è l'ottavo album del musicista soul statunitense Isaac Hayes, pubblicato nel 1975 da HBS e ABC Records.
| Recensione | Giudizio |
| ---------- | -------- |
| AllMusic   | [ 1 ]    |

## Tracce
1. The First Day of Forever – 4:38
2. St. Thomas Square – 5:52
3. Vykkii – 4:56
4. Disco Connection – 6:14
5. Disco Shuffle – 8:12
6. Choppers – 4:30
7. After Five – 5:00
8. Aruba – 5:32

## Classifiche settimanali
| Classifica (1975) | Posizione massima |
| ----------------- | ----------------- |
| Stati Uniti       | 85                |
| US R&B Albums     | 19                |